# Untold Legends: The Warrior's Code
Untold Legends: The Warrior's Code est un jeu vidéo de type hack and slash développé par Sony Online Entertainment et distribué par Ubisoft en 2006 sur PlayStation Portable. Il se situe dans un univers heroic fantasy.

## Trame
L'histoire se déroule dans un monde en proie à la guerre où règne le chaos, dirigé par Koryn Thal qui terrorise la population. Le héros fait partie d'une race spéciale: les métamorphes, qui d'apparence humaine ont la faculté de se transformer en d'autres créatures. 
À la suite de la disparition d'autres métamorphes, le héros parvient à rejoindre un groupe de réfugiés clandestins qui tente de lutter contre le régime sanguinaire de Koryn Thal.

## Système de jeu
Lors de la création du personnage, il est possible de choisir entre 5 classes:
- Gardien
- Mercenaire
- Disciple
- Rôdeur
- Eclaireur

## Accueil
- Jeuxvideo.com : 12/20[1]